# 中央政府
中央政府，或稱國家政府，簡稱中央或中樞，是国家的政府，通常作用為负责全国事务，如起草国家宪法和适用全国的法律、负责国防、外交以及代表本国和其他国家签署条约等。联邦制国家的中央政府，即称“联邦政府”。另相对中央政府而言，則是地方政府，简称“地方”。

## 各國中央政府
| - 阿富汗 - 阿尔察赫 - 阿布哈茲 - 阿尔巴尼亚 - 阿尔及利亚 - 阿根廷 - 亞美尼亞 - 奥地利 - 巴哈马 - 巴林 - 白俄羅斯 - 比利时 - 不丹 - 玻利维亚 - 巴西 - 保加利亚 - 布吉納法索 - 柬埔寨 - 喀麦隆 - 加拿大 - 中非 - 智利 - 中华人民共和国 - 哥伦比亚 - 刚果民主共和国 - 刚果共和国 - 庫克群島 - 古巴 - 賽普勒斯 - 捷克 - 丹麦 - 多米尼克 - 顿涅茨克人民共和国 - 埃及 | - 薩爾瓦多 - 赤道几内亚 - 爱沙尼亚 - 衣索比亞 - 斐济 - 芬兰 - 法國 - 加彭 - 德国 - 希腊 - 格瑞那達 - 几内亚 - 海地 - 梵蒂冈 - 匈牙利 - 冰島 - 印度 - 印度尼西亞 - 伊朗 - 伊拉克 - 愛爾蘭 - 以色列 - 義大利 - 牙买加 - 日本 - 约旦 - 基里巴斯 - 科索沃 - 科威特 - 拉脫維亞 - 黎巴嫩 - 賴索托 - 利比里亚 - 利比亞 - 列支敦斯登 | - 立陶宛 - 卢甘斯克人民共和国 - 盧森堡 - 北馬其頓 - 马达加斯加 - 马拉维 - 马来西亚 - 馬爾地夫 - 馬爾他 - 马绍尔群岛 - 毛里塔尼亚 - 模里西斯 - 墨西哥 - 密克羅尼西亞聯邦 - 摩尔多瓦 - 摩納哥 - 蒙古国 - 蒙特內哥羅 - 摩洛哥 - 莫桑比克 - 緬甸 - 纳米比亚 - 瑙鲁 - 尼泊尔 - 荷蘭 - 新西兰 - 尼加拉瓜 - 尼日尔 - 奈及利亞 - 纽埃 - 北賽普勒斯 - 挪威 - 阿曼 - 巴基斯坦 - 帛琉 - 巴勒斯坦 - 巴拿马 - 巴拉圭 - 秘魯 - 菲律賓 - 波蘭 - 葡萄牙 - 德涅斯特河沿岸 - 羅馬尼亞 - 俄羅斯 - 卢旺达 - 聖多美和普林西比 - 圣基茨和尼维斯 - 圣卢西亚 | - 萨摩亚 - 圣马力诺 - 沙烏地阿拉伯 - 撒拉威阿拉伯民主共和國 - 塞内加尔 - 塞爾維亞 - 塞舌尔 - 新加坡 - 斯洛伐克 - 斯洛維尼亞 - 所罗门群岛 - 南非 - 南蘇丹 - 南奥塞梯 - 西班牙 - 斯里蘭卡 - 苏丹 - 苏里南 - 瑞典 - 瑞士 - 叙利亚 - 中華民國 - 坦桑尼亚 - 泰國 - 东帝汶 - 多哥 - 千里達及托巴哥 - 突尼西亞 - 土耳其 - 乌干达 - 乌克兰 - 阿联酋 - 美国 - 英国 - 乌拉圭 - 委內瑞拉 - 越南 - 葉門 - 尚比亞 - 辛巴威 |